# Metopia deficiens
Metopia deficiens är en tvåvingeart som beskrevs av Villeneuve 1936. Metopia deficiens ingår i släktet Metopia och familjen köttflugor. Inga underarter finns listade i Catalogue of Life.